# Ciudad Salitre
Ciudad Salitre son tres barrios ubicados en el centro-occidente de Bogotá, entre la Avenida Eldorado (calle 26), la calle 22, la carrera 50 y la Avenida Boyacá (Carrera 72); está repartido entre las localidades de Teusaquillo (Ciudad Salitre Oriental),  (Ciudad Salitre Sur-Oriental) y Fontibón (Ciudad Salitre Occidental).

## Aspectos socioeconómicos
Esta zona es una de las más heterogéneas de la capital colombiana, donde conviven conglomerados, residenciales, comerciales, periodísticos, aeroportuarios, deportivos, recreativos, arquitectónicos y culturales, lo cual justifica su gran tráfico tanto peatonal como automovilístico durante todos los días.
Tal ha sido el éxito de Ciudad Salitre, que es uno de los sectores más cotizados del país entre inversionistas colombianos y extranjeros en la actualidad. Constructoras, cadenas hoteleras, centros comerciales y de negocios, han fijado su atención en esta zona, convirtiéndola en lo que se puede llamar una ciudad dentro de la ciudad. 
Desde el punto de vista residencial, encabeza la lista de zonas con mayor demanda, así como también está entre las mejor valoradas.

## Historia

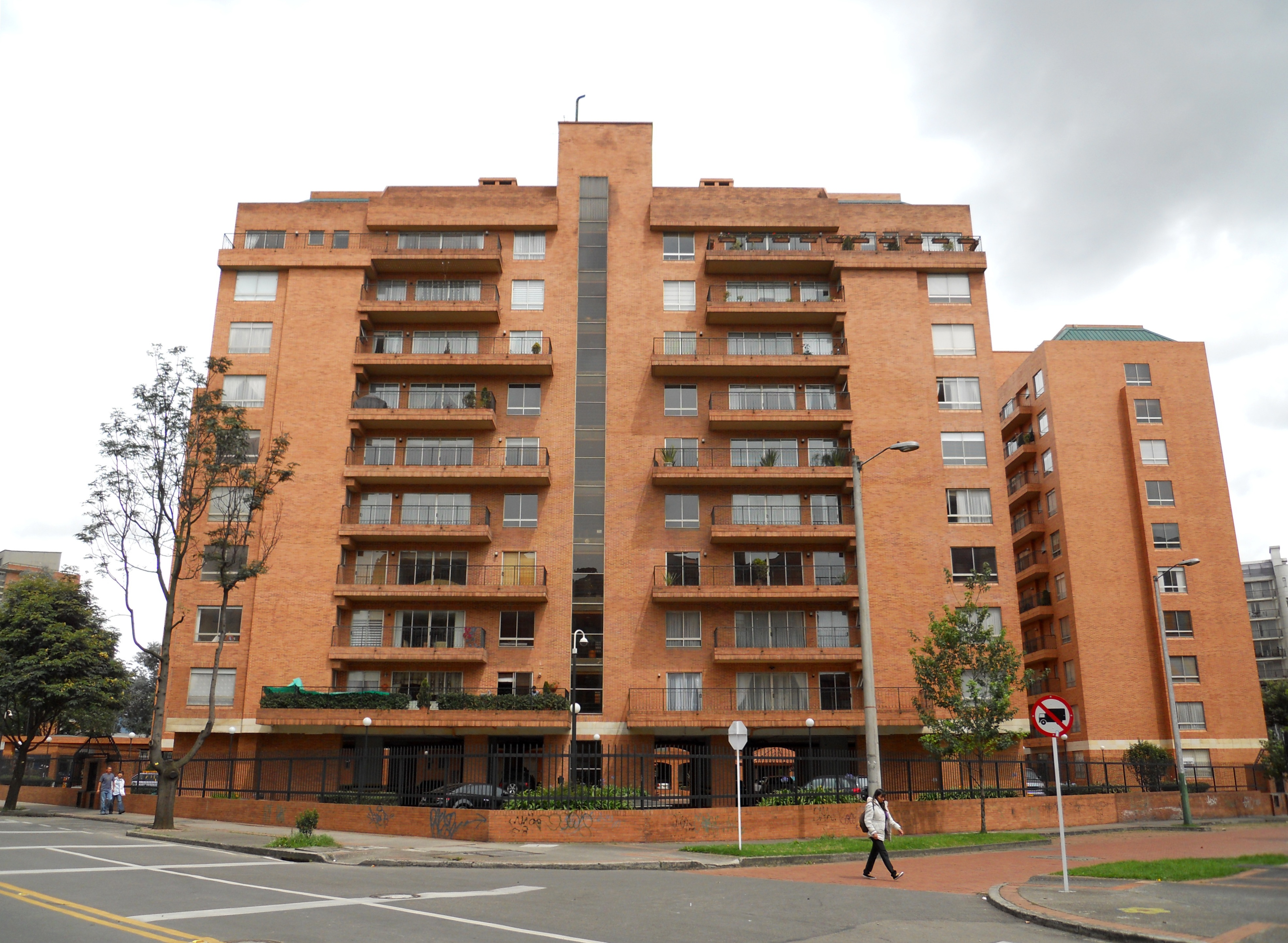
Edificios residenciales en Ciudad Salitre.

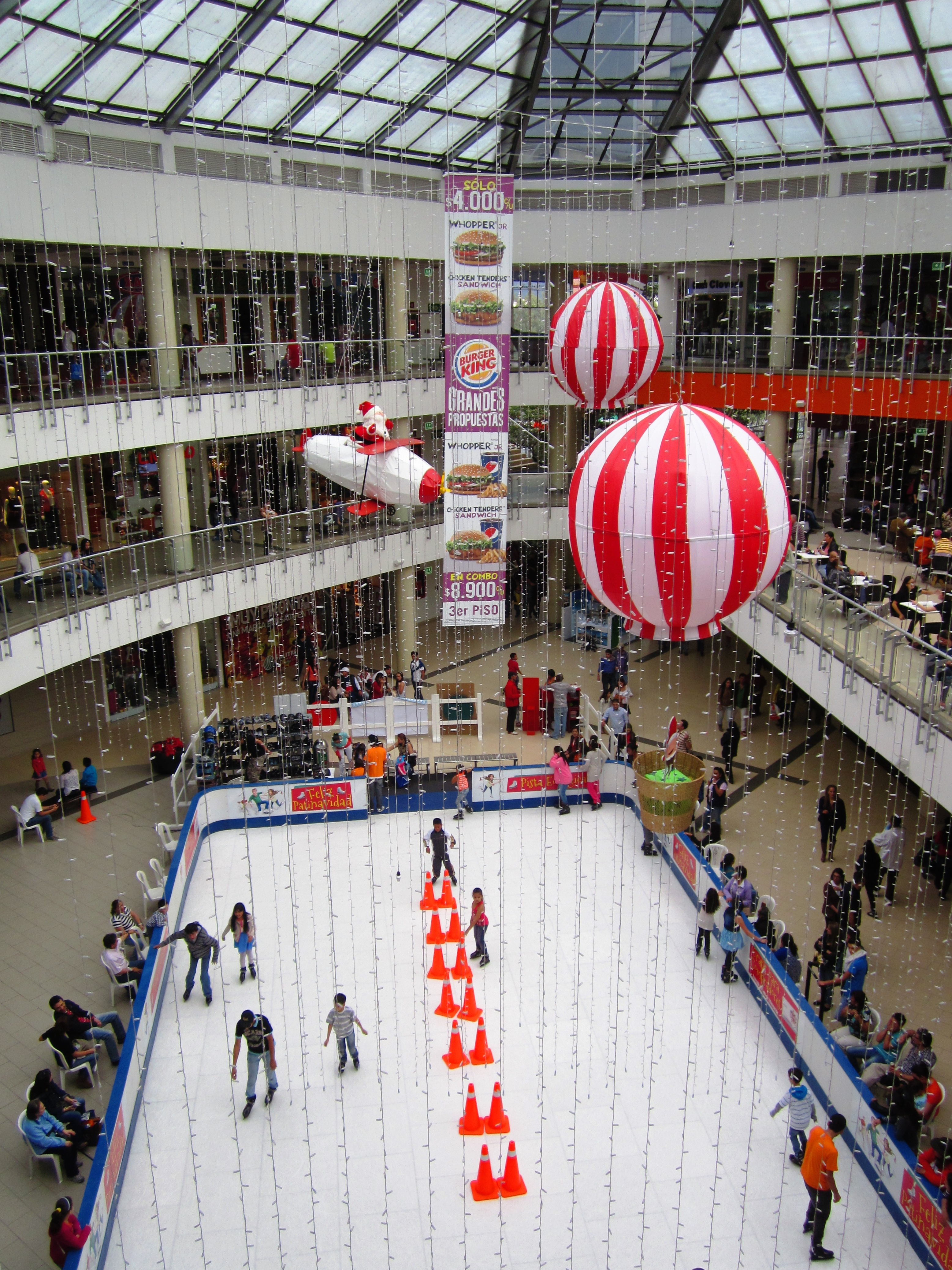
Interior del centro comercial Salitre Plaza.

La historia de Ciudad Salitre se remonta a los años 30, cuando la hacienda El Salitre fue cedida por el señor José Joaquín Vargas a la Beneficencia de Cundinamarca, y posteriormente, en 1967, se inició el Plan de Integración Urbana, que daría origen tiempo después a la localidad occidental. 
El impulsor de este proyecto fue el alcalde Virgilio Barco, quien luego de veinte años de paralizado el programa, lo reactivó en abril de 1987 cuando se desempeñaba como Presidente de la República. Fue en esta fecha cuando ordenó la construcción de Ciudad Salitre en las 250 hectáreas comprendidas entre la Avenida El Dorado y la calle 22, y entre la Carrera 50 y la Avenida Boyacá.
La proyección económica para el desarrollo óptimo de este proyecto, considerado el más ambicioso de la década de los noventa e inicio del nuevo siglo a nivel Latinoamérica, se generó a través Fiduciaria Central S.A. como administradora de recursos durante todo el proyecto, contando con una participación de 15 firmas constructoras interesadas en el desarrollo exitoso del sector residencial.
En los últimos años este desarrollo se ha detenido por agotamiento de los terrenos disponibles, dando paso al desarrollo del sector empresarial a lo largo de la Avenida el Dorado, que se está constituyendo en uno de los principales centros empresariales de la ciudad.
En 1996 aparecieron dos de los que hoy son iconos de la vida cotidiana en Ciudad Salitre: el Centro Interactivo de Ciencia y Tecnología Maloka. Ubicado en la carrera 68D con la calle 24 y el centro comercial Salitre Plaza.

## Geografía
Es un sector totalmente urbano con diversas zonas de esparcimiento, de desarrollo empresarial y residencial. Se encuentra delimitada al norte por la avenida El Dorado, al este por la carrera 50, al occidente por la avenida Boyacá y al sur por el canal del río San Francisco.

## Construcción Infraestructura

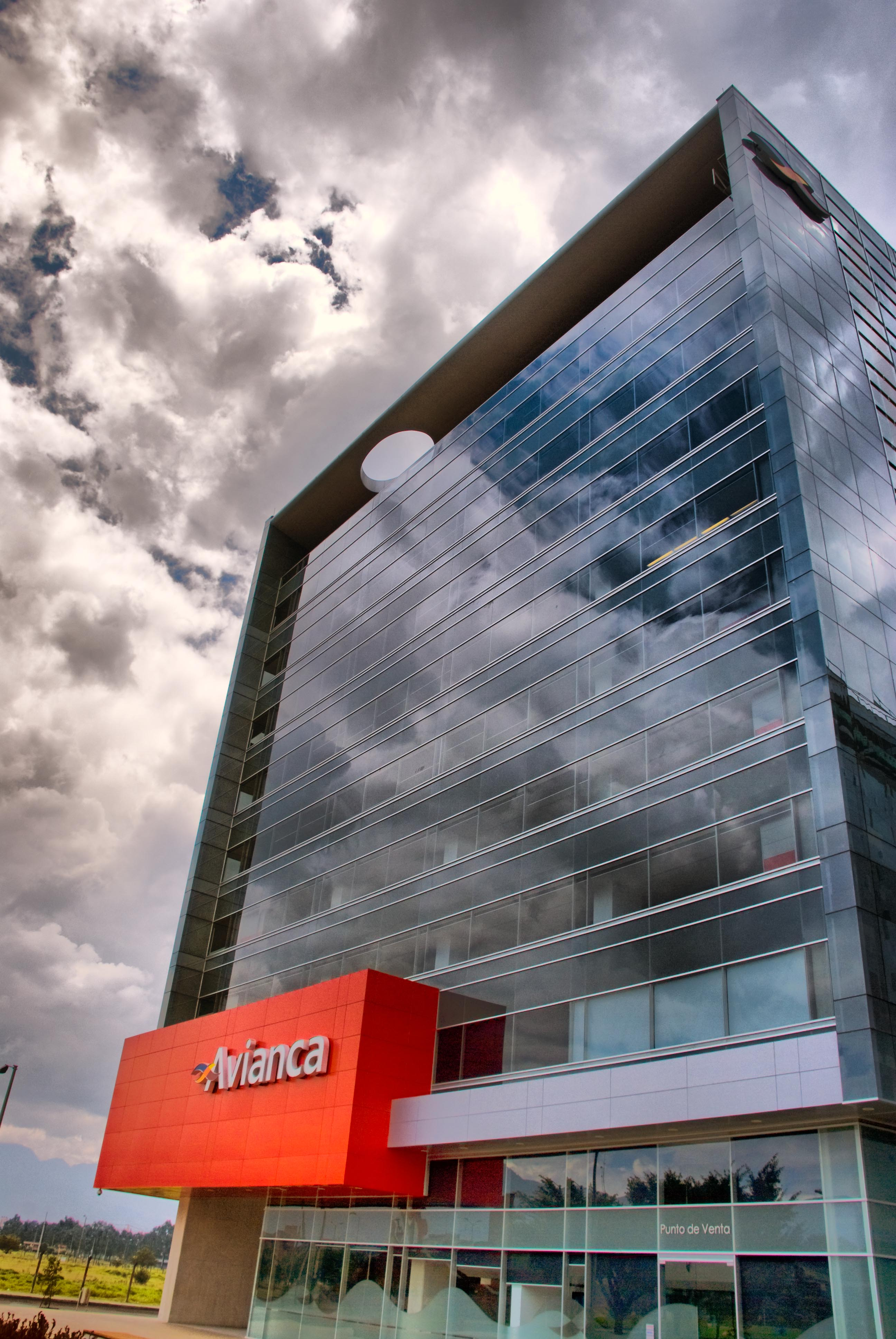
La sede de Avianca.

Ciudad Salitre cuenta con tres centros comerciales (Salitre Plaza, Gran Estación y Plaza Claro), la Cámara de Comercio de Bogotá, la Fiscalía General de la Nación de Colombia, el Tribunal de Cundinamarca, la Gobernación de Cundinamarca, La Imprenta Nacional de Colombia y el edificio de Avianca.
En cuanto a colegios, cuenta con el Agustiniano Ciudad Salitre.

### Conjuntos residenciales
Avatar, Louisiana, Parque Barcelona, Quintas De Salitre Alto, Torres de Salitre Alto, Adarves Del Salitre, Alameira, Almadia, Alboraia Parque Alcalá, Salitre Club Residencial, Altagracia, Andalucía, Arrecife, Áticos del Salitre, Atika 2, Avatar, Avenida Parque, Avenida Plaza, Balcones del Salitre, Barcelona, Caicu, Casas del Salitre I y II, Ciprés de la arboleda, Coral, Cumbres del Salitre, El Refugio, Fuentes del Salitre, Guacarí, IBIZA, Inticaya, Intihuasi, Intisuyu, Karanday, Labrador V, Lausana, Loira, Lucerna, Lugano, Monserrate, Navarra, Panorama, Parque Alcalá, Plaza Real I y II, Plaza del Sol, Plazuela de Toscana, Ponto Verdi, Portal del Salitre, Puerto Bahía, Reserva del Salitre, Puerto Vallarta, Punta del Este, Riberas del Paraná, Salitral I y II, Salitre Central, Salitre Park, Salvatierra, Santa Cruz del Salitre, Santa María del Salitre, Santillana, Sauzalito, Carlos Lleras, San Lorenzo, San Carlos de Bariloche, San Sebastián de los Andes, Santa Mónica, Satibarum, Torres de Alba, Torres del Obelisco, Ventura, Parque de Cadíz, Aitana del salitre, Bosques del salitre (manzana A B Y E), Prados del salitre, salitre pijao, senderos del salitre y el desarrollo actualmente de los proyectos Gran Reserva de Navarra, Mendoza, Piemonte, Rioja, Toscana y Chablis, Villa Zamora
Los conjuntos residenciales en su mayoría son estrato 4, los más viejos son estrato 3 y la mayor parte de los construidos después del año 2000 son estrato 5.

### Zonas verdes y recreación

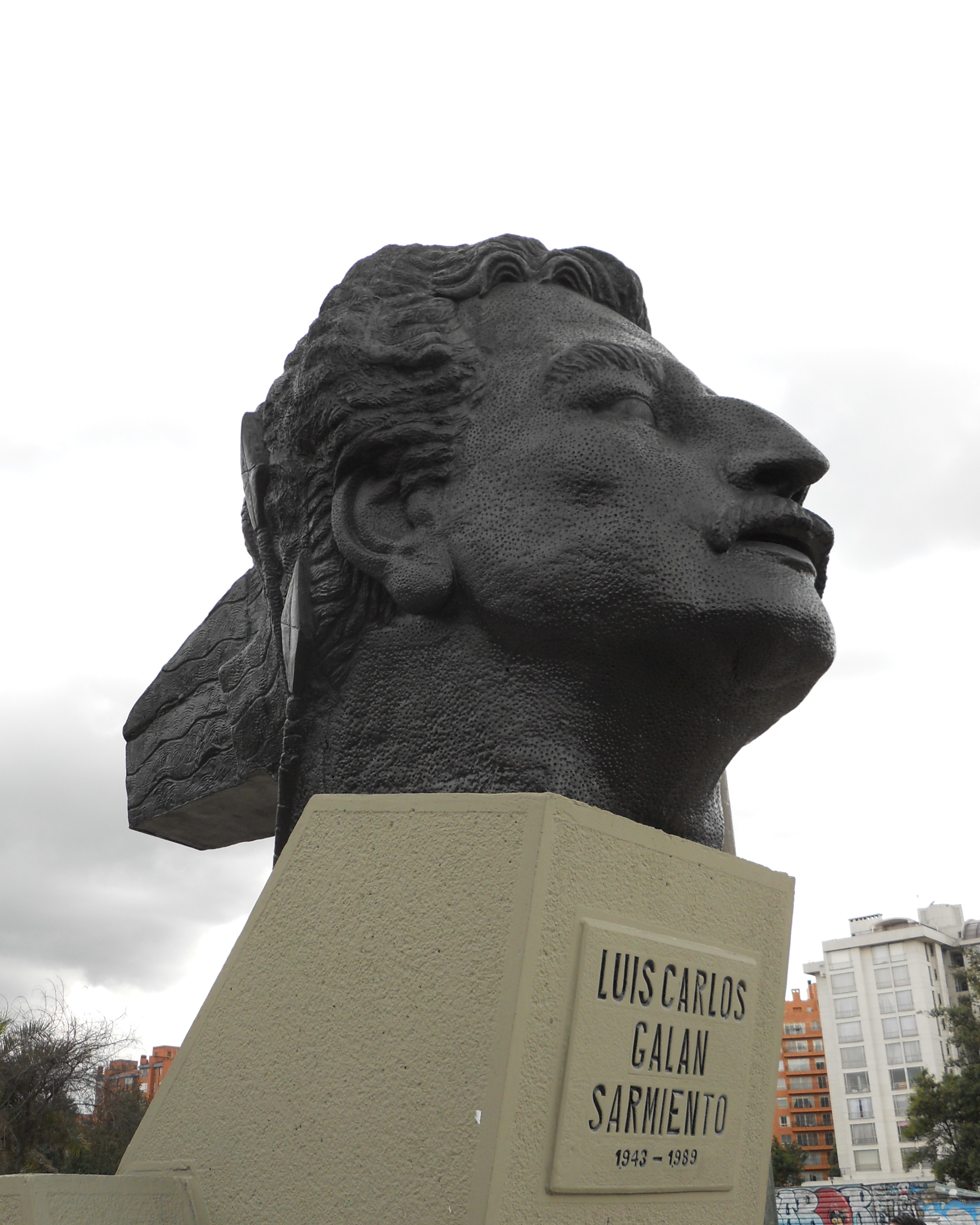
Busto de Luis Carlos Galán en la avenida del mismo nombre, antigua La esperanza.

Se destacan las avenidas parque, que constituyen parques longitudinales en los que se encuentran canchas múltiples, zonas verdes, senderos peatonales y ciclorrutas recreacionales. Así mismo resalta el Parque Sauzalito que cuenta con canchas para prácticas de diferentes deportes, piscina cubierta y amplias zonas verdes. 
Culturalmente sobresale Maloka, el museo interactivo de Bogotá y el Museo de Artes Gráficas, ubicado en las instalaciones de la Imprenta Nacional.
De otra parte este sector se encuentra cerca al mayor complejo de parques de Bogotá ubicado en la Avenida 68 que incluye:
- Parque Metropolitano Simón Bolívar.
- Unidad Deportiva El Salitre
- Parque Salitre Mágico.
- Cici Aquapark
- Jardín Botánico de Bogotá
- Museo de los niños de Bogotá

### Hospedaje
La cercanía de Ciudad Salitre al Aeropuerto Internacional El Dorado y a la Avenida homónima, la cual conecta con el Centro de Bogotá y el Centro Administrativo Nacional (CAN), ha hecho que los inversionistas construyan varias opciones de alojamiento, idóneas para estudiantes, turistas de corta duración o ejecutivos de pasaje en la capital colombiana.
Los principales Hoteles ubicados en esta zona son:

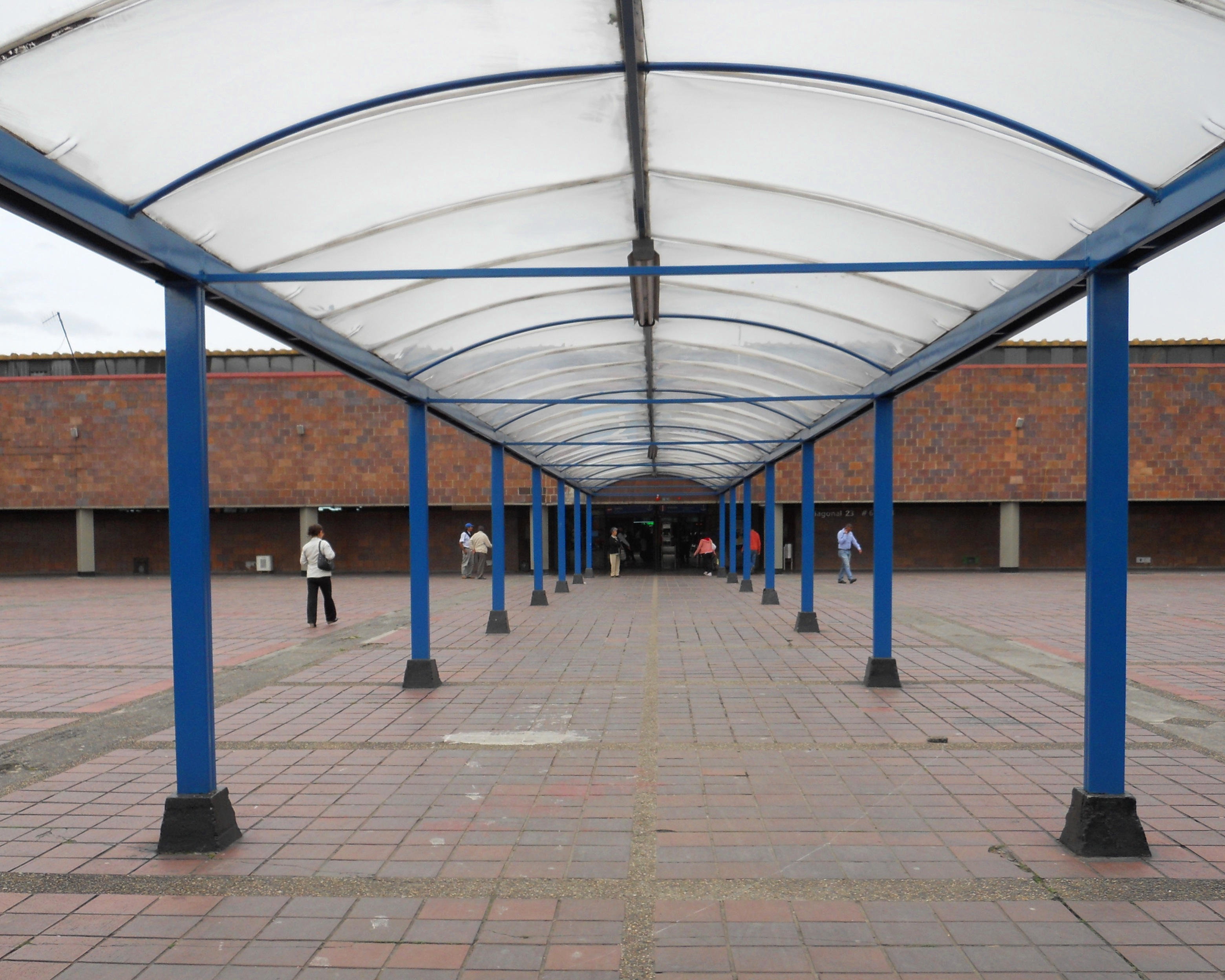
Entrada a la Terminal de Transportes de la ciudad.

- Holiday Inn
- Hotel Sheraton
- Hotel Capital
- Bogotá Marriott Hotel
- Hotel Doubletree
- Hotel Grand Hyatt
- Hotel Fairfield Bogotá Embajada
- Hotel Wyndham Bogotá

## Transporte
Ciudad Salitre caracterizada por ser una ciudad que dispone de amplias vías, andenes y parques lineales, además de una multitud de rutas de transporte público que pasan por la Avenida el Dorado (donde pasa la III fase de TransMilenio), avenida La Esperanza, Avenida 68 (donde se construye la IV fase de TransMilenio), Avenida Boyacá y la carrera 50. 
También está disponible la Terminal de Transportes de Ciudad Salitre, que impulsa el servicio de viajes intermunicipales para toda Colombia.